# Lurs socken
Lurs socken i Bohuslän ingick i Tanums härad, ingår sedan 1971 i Tanums kommun och motsvarar från 2016 Lurs distrikt.
Socknens areal är 110,15  kvadratkilometer, varav 106,91 land. År 2000 fanns här 819 invånare. Orten Resö samt kyrkbyn Lur med sockenkyrkan Lurs kyrka ligger i socknen. 

## Administrativ historik
Lurs socken har medeltida ursprung. 
Vid kommunreformen 1862 övergick socknens ansvar för de kyrkliga frågorna till Lurs församling och för de borgerliga frågorna bildades Lurs landskommun. Landskommunen uppgick 1952 i Tanums landskommun som 1971 ombildades till Tanums kommun.
1 januari 2016 inrättades distriktet Lur, med samma omfattning som församlingen hade 1999/2000.  
Socknen har tillhört län, fögderier, tingslag och domsagor enligt vad som beskrivs i artikeln Tanums härad. De indelta båtsmännen tillhörde 1:a Bohusläns båtsmanskompani.

## Geografi och natur
Lurs socken ligger sydost om Strömstad vid kuten av Skagerrak med viss skärgård och öar som Galtö och Resö Socknen har smala dalgångsbygder mellan branta bergshöjder.
Socknen ligger norr om Tanums socken och väster om Naverstads socken.
Kosterhavets nationalpark delas med Tanums socken samt Skee och Tjärnö socknar i Strömstads kommun. Även naturvårdsområdet Tanumskusten som ingår i EU-nätverket Natura 2000 delas med Skee socken och Tanums socken. Största insjö är Nedre Bolsjön.

## Fornlämningar
Cirka 60 boplatser och en dös från stenåldern har påträffats. Från bronsåldern finns över 100 gravrösen och några hällristningar. Från järnåldern finns 16 gravfält, spridda domarringar och fem fornborgar.

## Befolkningsutveckling
| Befolkningsutveckling i Lur socken 1571-2020                                                                                                 | Befolkningsutveckling i Lur socken 1571-2020 | Befolkningsutveckling i Lur socken 1571-2020 | Befolkningsutveckling i Lur socken 1571-2020 | Befolkningsutveckling i Lur socken 1571-2020 |
| --- | -------------------------------------------- | -------------------------------------------- | -------------------------------------------- | -------------------------------------------- |
| |                                              |                                              |                                              |                                              |
| År |                                              |                                              | Invånare                                     |                                              |
| 1571 | 1571                                         |                                              | 180                                          | 180                                          |
| 1620 | 1620                                         |                                              | 431                                          | 431                                          |
| 1699 | 1699                                         |                                              | 617                                          | 617                                          |
| 1718 | 1718                                         |                                              | 623                                          | 623                                          |
| 1735 | 1735                                         |                                              | 862                                          | 862                                          |
| 1751 | 1751                                         |                                              | 748                                          | 748                                          |
| 1780 | 1780                                         |                                              | 904                                          | 904                                          |
| 1805 | 1805                                         |                                              | 923                                          | 923                                          |
| 1830 | 1830                                         |                                              | 1 269                                        | 1 269                                        |
| 1865 | 1865                                         |                                              | 1 983                                        | 1 983                                        |
| 1880 | 1880                                         |                                              | 1 900                                        | 1 900                                        |
| 1900 | 1900                                         |                                              | 1 921                                        | 1 921                                        |
| 1910 | 1910                                         |                                              | 2 008                                        | 2 008                                        |
| 1920 | 1920                                         |                                              | 1 916                                        | 1 916                                        |
| 1930 | 1930                                         |                                              | 1 718                                        | 1 718                                        |
| 1940 | 1940                                         |                                              | 1 505                                        | 1 505                                        |
| 1950 | 1950                                         |                                              | 1 284                                        | 1 284                                        |
| 1960 | 1960                                         |                                              | 1 089                                        | 1 089                                        |
| 1980 | 1980                                         |                                              | 827                                          | 827                                          |
| 1990 | 1990                                         |                                              | 778                                          | 778                                          |
| 2000 | 2000                                         |                                              | 732                                          | 732                                          |
| 2010 | 2010                                         |                                              | 800                                          | 800                                          |
| 2020 | 2020                                         |                                              | 776                                          | 776                                          |
| Källa: Andersson Palm, Lennart (2000). Folkmängden i Sveriges socknar och kommuner 1571-1997 Tanums Kommun - Befolkningsutveckling 1990-2020 |                                              |                                              |                                              |                                              |

## Namnet
Namnet skrevs 1391 Ludær och innehåller ludhr, 'urholkad stock; tråg' syftande på dalsänkan där Lursjön ligger.